# جزيرة راجح
قرية جزيرة راجح هي إحدى القرى التابعة لمركز اسنا في محافظة الأقصر في جمهورية مصر العربية. حسب إحصاءات سنة 2006، بلغ إجمالي السكان في جزيرة راجح 3967 نسمة، منهم 2073 رجل و1894 امرأة.